# Salix permollis
Salix permollis är en videväxtart som beskrevs av C. Wang och C.Y. Yu. Salix permollis ingår i släktet viden, och familjen videväxter. Inga underarter finns listade i Catalogue of Life.